# بنفسجي رقيب الشمس (لون)
بنفسجي رقيب الشمس هو درجة اللون الوردي - الأرجواني والذي هو تمثيل للون الموجود في زهرة رقيب الشمس.
أول استخدام مسجل له كاسم لوني باللغة الإنجليزية كان عام 1882.

## في الثقافة
- تمت الإشارة إلى اللون على نطاق واسع على أنه توصيف أو لون كائنات الرسم الرئيسية أو كنص مميز في العديد من الأعمال:
  - كان Heliotrope مرجعًا شائعًا للألوان لراي جالتون وآلان سيمبسون، كاتبا السيناريو في Hancock's Half Hour .
  - في Finnegans Wake لجيمس جويس ، "heliotrope" هي الإجابة على لغز ماجي.  طوال الفصل، يتم إخفاء كلمة "heliotrope" عدة مرات، إما في الجناس الناقصة أو الألغاز أو التورية أو التلميحات الغامضة.
  - في هاري بوتر والأقداس المهلكة، تم تخمير جرعة Polyjuice من أجل إخفاء هيرميون جرانجر كما يوصف مافالدا هوبكيرك بأنه يتمتع «بلون حلقي لطيف».
- يسمى اللون الأرجواني حول الحجاج الذي يحدث في التهاب الجلد والعضلات باسم «الطفح الجلدي الهليوتروب» بعد اللون.
- كانت الهليوتروب من بين مجموعة ألوان «نصف الحداد» التي ارتداها الفيكتوريون خلال المرحلة الأخيرة من الحداد.[3]
- "Heliotrope" هو عنوان المسار الرابع في At the Drive-In 's 1999 EP Vaya .
- تمت الإشارة إلى Heliotrope كشرط للحالة الصحية للخدمة droid Kryten ، في حلقة Red Dwarf Series V - Terrorform
- «هيليوتروب بوكيه» عبارة عن سحب بطيء من خطوتين لسكوت جوبلين (بمساهمات من لويس شوفين) ألفه عام 1907.